# Служба занятости Форарльберга

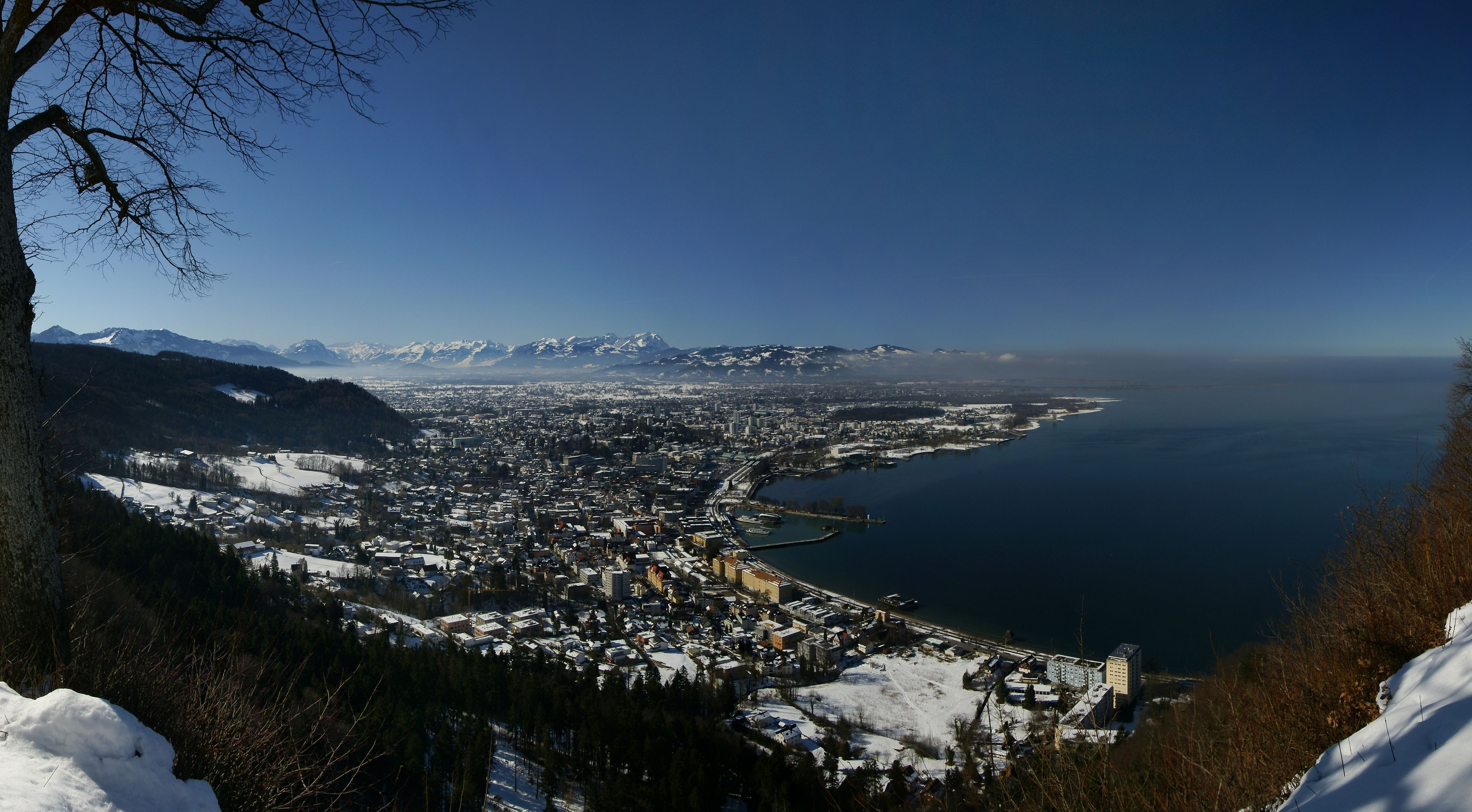
Брегенц

Логотип службы занятости Австрии

Служба занятости Форарльберга (нем. AMS Vorarlberg, Landesgeschäftsstelle) — государственная биржа труда в федеральной земле Форарльберг. Головной офис службы расположен в городе Брегенц.
Адрес службы: 6901 Брегенц, Райнштрасе, 33, тел. (05574) 691-0 или +43 5574 6910.
Географические координаты службы занятости Форарльберга: 47°29′49″ с. ш. 9°43′32″ в. д.
Руководство службы (2016):
- Управляющий службой занятости — Антон Штрини;
- Заместитель управляющего службой занятости — Бернхард Беройтер.

## Региональные отделения

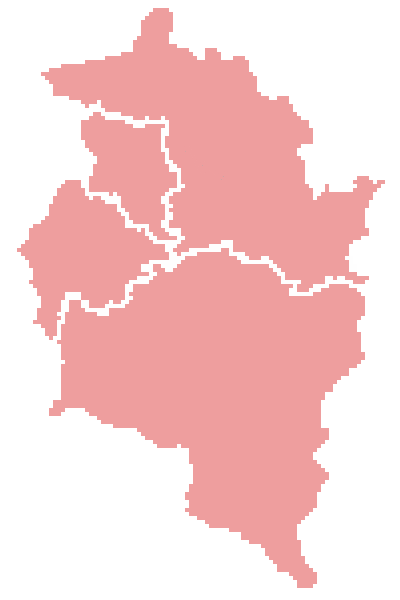
Округа Форарльберга

По состоянию на 1 января 2016 года в Форарльберге располагались четыре региональных отделения (см. табл. 1, 2) и три профессиональных информационных центра (см. табл. 3) службы занятости. Региональные отделения службы занятости территориально полностью совпадали с административными (политическими) округами Форарльберга. Все, существующее в настоящее время, региональные отделения службы занятости выполняют свои функции по предоставлению услуг населению и работодателям с января 1987 года. В состав регионального отделения службы занятости Брегенца (код—802) входят головной офис в Брегенце (код—8020) и филиал в Хиршегге (код—8021).

### Службы занятости для ищущих работу
По состоянию на 1 января 2016 года в Форарльберге располагались один земельный и четыре региональных офиса службы занятости для ищущих работу.
- Часы работы офисов этих служб: понедельник÷четверг с 800 до 1600, пятница с 800 до 1200, суббота и воскресенье — выходные дни.

| Таблица 1. Региональные офисы службы занятости Форарльберга для ищущих работу (2016) | Таблица 1. Региональные офисы службы занятости Форарльберга для ищущих работу (2016) | Таблица 1. Региональные офисы службы занятости Форарльберга для ищущих работу (2016) | Таблица 1. Региональные офисы службы занятости Форарльберга для ищущих работу (2016) | Таблица 1. Региональные офисы службы занятости Форарльберга для ищущих работу (2016) | Таблица 1. Региональные офисы службы занятости Форарльберга для ищущих работу (2016) | Таблица 1. Региональные офисы службы занятости Форарльберга для ищущих работу (2016)                                                                                  |
| Код                                                                                  | Служба занятости                                                                     | Немецкое название                                                                    | Дата образования службы                                                              | Дата ликвидации службы                                                               | Административный округ                                                               | Местонахождение |
| ------------------------------------------------------------------------------------ | ------------------------------------------------------------------------------------ | ------------------------------------------------------------------------------------ | ------------------------------------------------------------------------------------ | ------------------------------------------------------------------------------------ | ------------------------------------------------------------------------------------ | --- |
| 800                                                                                  | Форарльберг                                                                          | AMS Vorarlberg, Landesgeschäftsstelle                                                | -                                                                                    | -                                                                                    | 801÷804                                                                              | 6901 Брегенц, Райнштрасе, 33, тел. +43 5574 6910 47°29′49″ с. ш. 9°43′32″ в. д.                                                                                       |
| 801                                                                                  | Блуденц                                                                              | AMS Bludenz                                                                          | 01.1987                                                                              | -                                                                                    | Блуденц                                                                              | 6700 Блуденц, Банхофплац, 1B, тел. +43 5552 62371 47°09′15″ с. ш. 9°48′57″ в. д.                                                                                      |
| 802 8020 8021                                                                        | Брегенц Клайнвальзерталь                                                             | AMS Bregenz AMS Kleinwalsertal                                                       | 01.1987                                                                              | -                                                                                    | Брегенц                                                                              | 6901 Брегенц, Райнштрасе, 33, тел. +43 5574 691-0 47°29′49″ с. ш. 9°43′32″ в. д. 6992 Хиршегг, Вальзерштрасе, 240, тел. +43 5517 5222 47°19′41″ с. ш. 10°09′32″ в. д. |
| 804                                                                                  | Дорнбирн                                                                             | AMS Dornbirn                                                                         | 01.1987                                                                              | -                                                                                    | Дорнбирн                                                                             | 6850 Дорнбирн, Банхофштрасе, 24 (WIFI-Campus, Trakt E), тел. +43 5572 22771-0 47°24′58″ с. ш. 9°44′22″ в. д.                                                          |
| 805                                                                                  | Фельдкирх                                                                            | AMS Feldkirch                                                                        | 01.1987                                                                              | -                                                                                    | Фельдкирх                                                                            | 6800 Фельдкирх, Райхштрасе, 151, тел. +43 5522 3473-0 47°14′39″ с. ш. 9°36′24″ в. д.                                                                                  |

⇑

### Службы занятости для работодателей
По состоянию на 1 января 2016 года в Форарльберге располагались четыре региональных офиса службы занятости для работодателей.
- Часы работы офисов этих служб: понедельник÷четверг с 800 до 1600, пятница с 800 до 1200, суббота и воскресенье — выходные дни.

| 801           | Блуденц                  | AMS Bludenz - Regionalteam Bludenz                               | Блуденц   | 6700 Блуденц, Банхофплац, 1B, тел. +43 5552 62371-0 47°09′15″ с. ш. 9°48′57″ в. д.                                                                                    |
| 802 8020 8021 | Брегенц Клайнвальзерталь | AMS Bregenz - Regionalteam Bregenz / Dornbirn AMS Kleinwalsertal | Брегенц   | 6901 Брегенц, Райнштрасе, 33, тел. +43 5574 691-0 47°29′49″ с. ш. 9°43′32″ в. д. 6992 Хиршегг, Вальзерштрасе, 240, тел. +43 5517 5222 47°19′41″ с. ш. 10°09′32″ в. д. |
| 804           | Дорнбирн                 | AMS Dornbirn - Regionalteam Bregenz / Dornbirn                   | Дорнбирн  | 6901 Брегенц, Райнштрасе, 33, тел. +43 5574 691-0 47°29′49″ с. ш. 9°43′32″ в. д.                                                                                      |
| 805           | Фельдкирх                | AMS Feldkirch - Regionalteam Feldkirch                           | Фельдкирх | 6800 Фельдкирх, Райхштрасе, 151, тел. +43 5522 3473-0 47°14′39″ с. ш. 9°36′24″ в. д.                                                                                  |

⇑

### Профессиональные информационные центры
По состоянию на 1 января 2016 года в Форарльберге располагались три профессиональных информационных центра службы занятости.
- Часы работы офисов этих служб: понедельник÷четверг с 800 до 1600, пятница с 800 до 1200, суббота и воскресенье — выходные дни.

| Таблица 3. Профессиональные информационные центры Форарльберга (2016) | Таблица 3. Профессиональные информационные центры Форарльберга (2016) | Таблица 3. Профессиональные информационные центры Форарльберга (2016) | Таблица 3. Профессиональные информационные центры Форарльберга (2016) | Таблица 3. Профессиональные информационные центры Форарльберга (2016)              |
| Код                                                                   | Профессиональный информационный центр                                 | Немецкое название                                                     | Административный округ                                                | Местонахождение                                                                    |
| --------------------------------------------------------------------- | --------------------------------------------------------------------- | --------------------------------------------------------------------- | --------------------------------------------------------------------- | ---------------------------------------------------------------------------------- |
| 801                                                                   | Блуденц                                                               | BIZ Bludenz                                                           | Блуденц                                                               | 6700 Блуденц, Банхофплац, 1B, тел. +43 5552 62371 47°09′15″ с. ш. 9°48′57″ в. д.   |
| 802                                                                   | Брегенц                                                               | BIZ Bregenz                                                           | Брегенц, Дорнбирн                                                     | 6901 Брегенц, Райнштрасе, 33, тел. +43 5574 691 47°29′49″ с. ш. 9°43′32″ в. д.     |
| 805                                                                   | Фельдкирхх                                                            | BIZ Feldkirch                                                         | Фельдкирх                                                             | 6800 Фельдкирх, Райхштрасе, 151, тел. +43 5522 3473 47°14′39″ с. ш. 9°36′24″ в. д. |

⇑

## Демографическая характеристика
По официальным данным STATISTIK AUSTRIA (Letzte Änderung am 22.01.2016), приведенным в "Arbeitsmarktbezirke"  (Paket Bevölkerungsstand 2015 - Arbeitsmarktbezirke), постоянное население на данной территории (федеральная земля Форарльберг), по оценке на 1 января 2015 года, составило 378.592 человека (мужское — 186.778, женское — 191.814), в том числе:
- население в возрасте до 15 лет — 60.684 (мужское — 31.026, женское — 29.658) или 16,03%;
- население в трудоспособном возрасте (15÷64) — 254.741 (мужское — 128.128, женское — 126.613) или 67,29%;
- население в преклонном возрасте (свыше 65 лет) — 63.167 (мужское — 27.624, женское — 35.543) или 16,68%.

Постоянное население в разрезе региональных служб занятости было следующим:
- Служба занятости Блуденца (код службы — 801) — 61.584 человека;
- Служба занятости Брегенца (код службы — 802) — 129.588 человек;
- Служба занятости Дорнбирна (код службы — 804) — 84.973 человека;
- Служба занятости Фельдкирха (код службы — 805) — 102.447 человек.[6]

⇑

## Доказательства и источники
- Региональные округа службы занятости Австрии Arbeitsmarktbezirke (Quelle: Statistik Austria) (нем.)
- Интерактивные карты земель, округов, общин и служб занятости Австрии (нем.)
- Австрийская информационная система Rechtsinformationssystem des Bundes (RIS) (нем.)
- Исторические законы и нормативные акты ALEX Historische Rechts- und Gesetzestexte Online (нем.)
- Географические справочники, 1903÷1908 GenWiki (нем.)
- Географические справочники GenWiki (нем.)
- Австрия GenWiki (нем.)
- Региональный научно-исследовательский портал GenWiki (нем.)

⇑

## Внешние ссылки
- Немецко-русский переводчик, Google
- Веб-сайт службы занятости Форарльберга (нем.)
- Географические координаты службы занятости Форарльберга: 47°29′49″ с. ш. 9°43′32″ в. д.HGЯO
- Рабочие вакансии на рынке труда Австрии Jobsuche und Jobbörsen in Österreich (нем.)
- Служба занятости Австрии (AMS Österreich) (нем.)
- Работа в странах Европейского Союза (EU-Jobberatung des AMS) (нем.)

## Лицензия
- Лицензия: Namensnennung 3.0 Österreich (CC BY 3.0 AT) (нем.)